# Khandela
Khandela é uma cidade e um município no distrito de Sikar, no estado indiano de Rajastão.

## Geografia
Khandela está localizada a 25° 14′ N, 76° 51′ L. Tem uma altitude média de 318 metros (1043 pés).

## Demografia
Segundo o censo de 2001, Khandela tinha uma população de 22,475 habitantes. Os indivíduos do sexo masculino constituem 51% da população e os do sexo feminino 49%. Khandela tem uma taxa de literacia de 57%, inferior à média nacional de 59.5%: a literacia no sexo masculino é de 69% e no sexo feminino é de 45%. Em Khandela, 18% da população está abaixo dos 6 anos de idade.